# ملعب المحرق
استاد المحرق هو استاد متعدد الاستخدامات يقع في مدينة المحرق في البحرين يعتبر الملعب الرسمي لنادي المحرق ونادي البحرين يتسع لحضور 20 ألف متفرج ويستخدم غالبا لمباريات كرة القدم.
خضع الملعب لأعمال الصيانة لمدة شهر خلال سبتمبر 2012.